# Депорт, Филипп
Филипп Депорт (фр. Philippe Desportes; 1546, Шартр, — 5 октября 1606, аббатство Нотр-Дам-де-Бонпор) — французский поэт XVI века. Его творчество снискало огромный успех в 1570-х годах . Депорт приходился дядей ещё одному известному французскому поэту, Матюрену Ренье.

## Биография
Был секретарём Антуана де Сенектера, епископа Ле-Пюи и в этом качестве посетил Италию, где ознакомился с итальянской литературой. «Получил доступ ко двору, где скоро вошел в большую милость к Карлу IX и зажил весёлой жизнью придворного той эпохи» . В период с 1571 по 1573 годы создал большую часть своих стихотворений, преимущественно эротического характера: «Подражания Ариосто» (Imitations de l’Arioste), сборник «Любовь к Диане» (Les Amours de Diane), «Любовь к Ипполите» (Les Amours d’Hippolyte), «Пасторали» (Bergeries), «Маскарады» (Masсarades), «Эпитафии» (Epitaphes), первая часть его «Элегий» (Elégies), принёсших ему звание «французского Тибулла».
В 1573 году Депорт сопровождал герцога Анжуйского в Польшу, в Краков, когда тот был избран её королём, и пробыл там девять месяцев. Вступив в 1574 году вступил на французский престол, Генрих III назначил Депорта придворным чтецом , предоставил 30000 ливров на печатание его стихотворений и подарил несколько доходных аббатств, в которых Депорт большей частью и пребывал. Он издал в это время ещё сборник «Клеониса» (Cléonic ou Dernières Amours), вторую часть своих элегий и другие сборники. После смерти Генриха III Депорт примкнул было к Лиге, но скоро принял сторону Генриха IV и оказал ему много услуг при покорении Нормандии. В 1584 король назначил Депорта настоятелем аббатства Св.Троицы в г. Тирон (близ Шартра) ; тот вскоре переключился на религиозную поэзию. В 1591 выпустил первое издание своих «Псалмов» («Psaumes», 1593, полное изд. 1603; в книгу вошли прозаические «Христианские молитвы и размышления» и «Христианские стихотворения») .

## Особенности поэзии
В своём творчестве Депорт следует традициям неопетраркизма и во многом опирается на Ронсара и его школу. Никола Буало в «Поэтическом искусстве», крайне пренебрежительно отозвавшись о Ронсаре, принизил его до уровня совсем уж незначительных, по его мнению, поэтов — Депорта и Берто:
Свалившись с высоты, он превращен в ничто, 
Примером послужив Депортам и Берто.
Упреки во вторичности неизменно, на протяжении нескольких столетий предъявлялись к поэзии Депорта. По мнению современных исследователей, для Депорта характерно творческое отношение к используемым образцам — в духе ренессансного принципа разнообразия (varietas); стремление модифицировать итальянский прототип в соответствии с национальной поэтической традицией, а в ряде случаев усилить духовную, религиозную составляющую стиха.